# Missões diplomáticas da Indonésia

Missões diplomáticas da Indonésia.

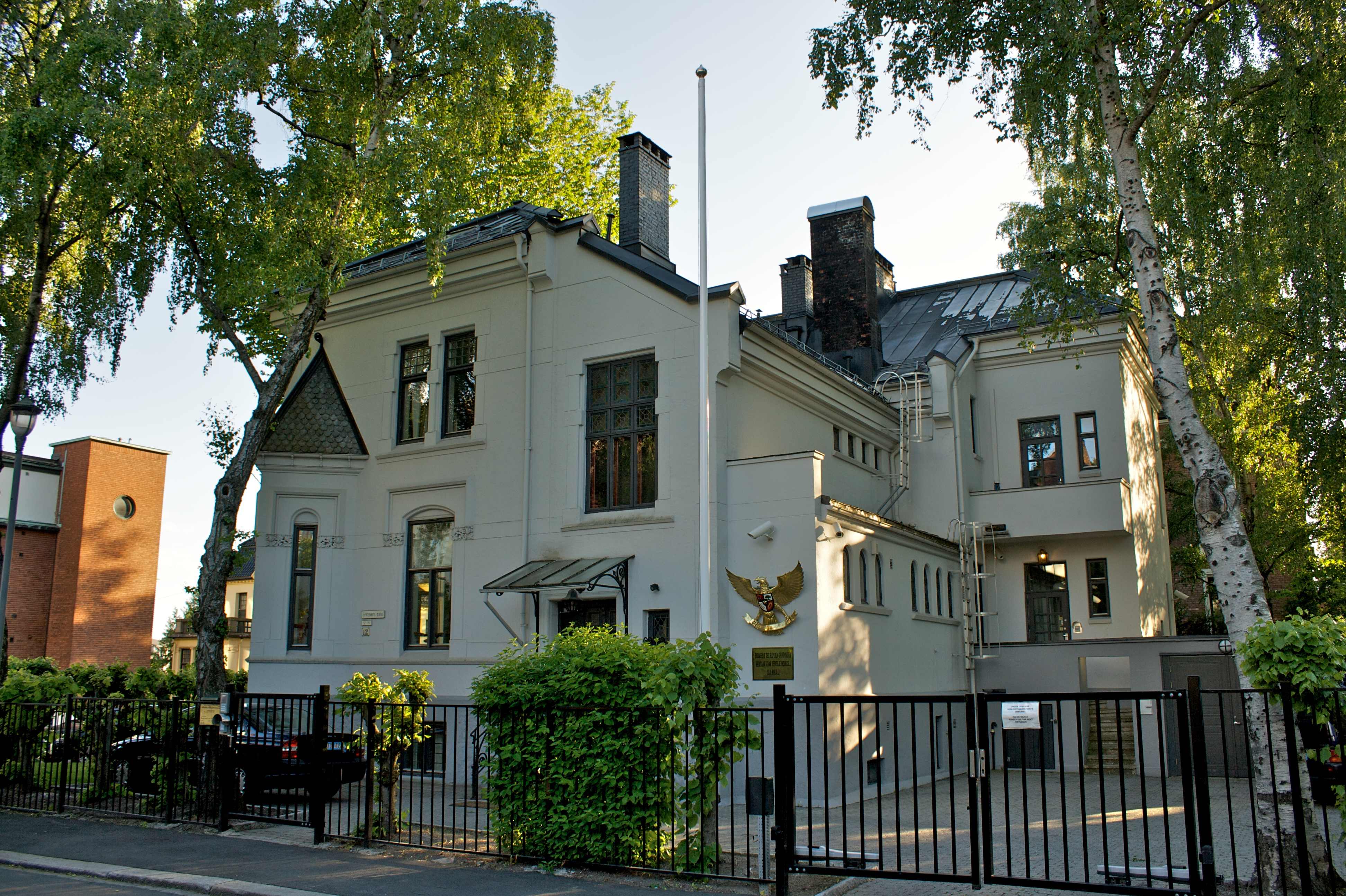
Embaixada da Indonésia em Oslo, Noruega.

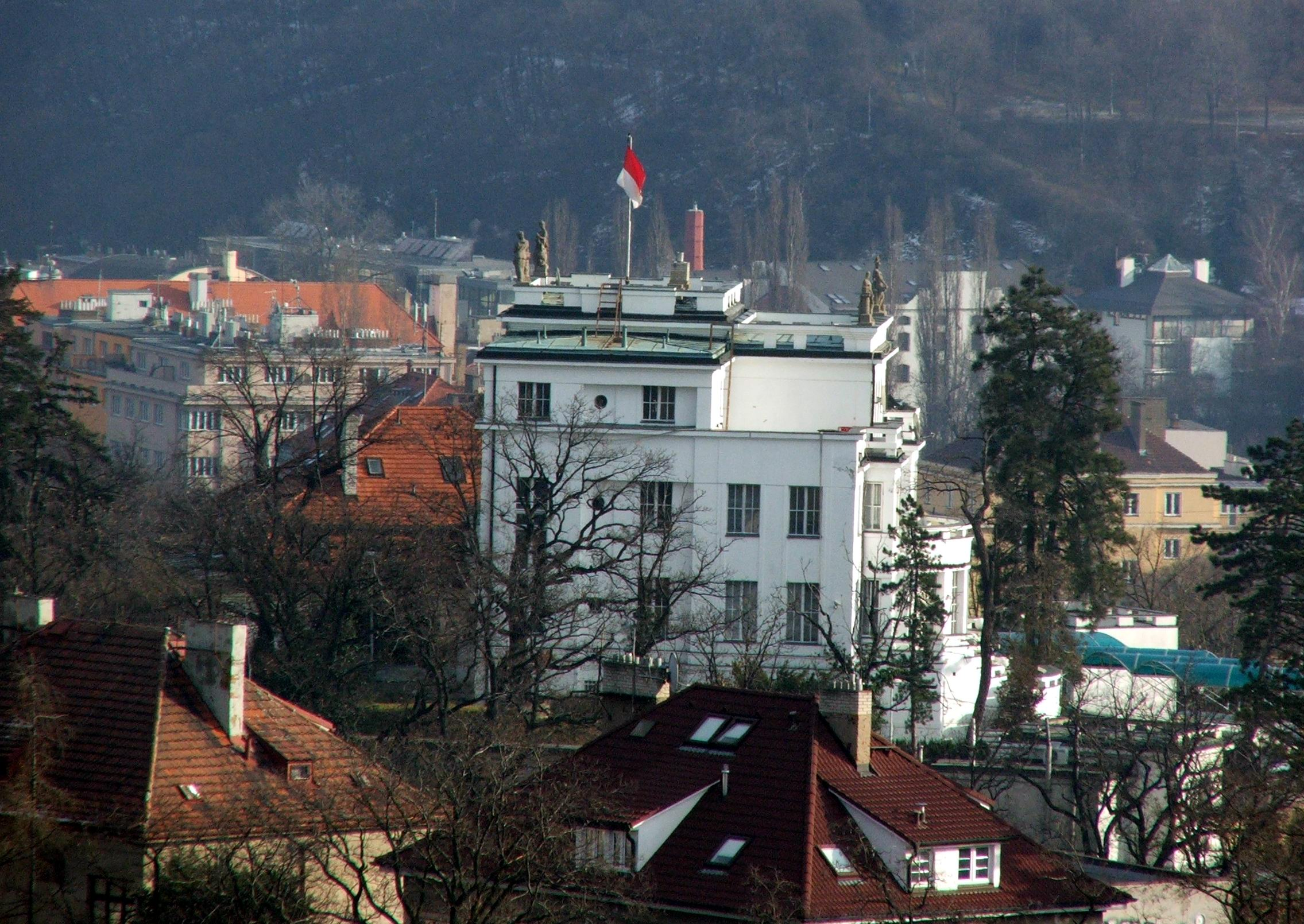
Embaixada da Indonésia em Praga, República Tcheca.

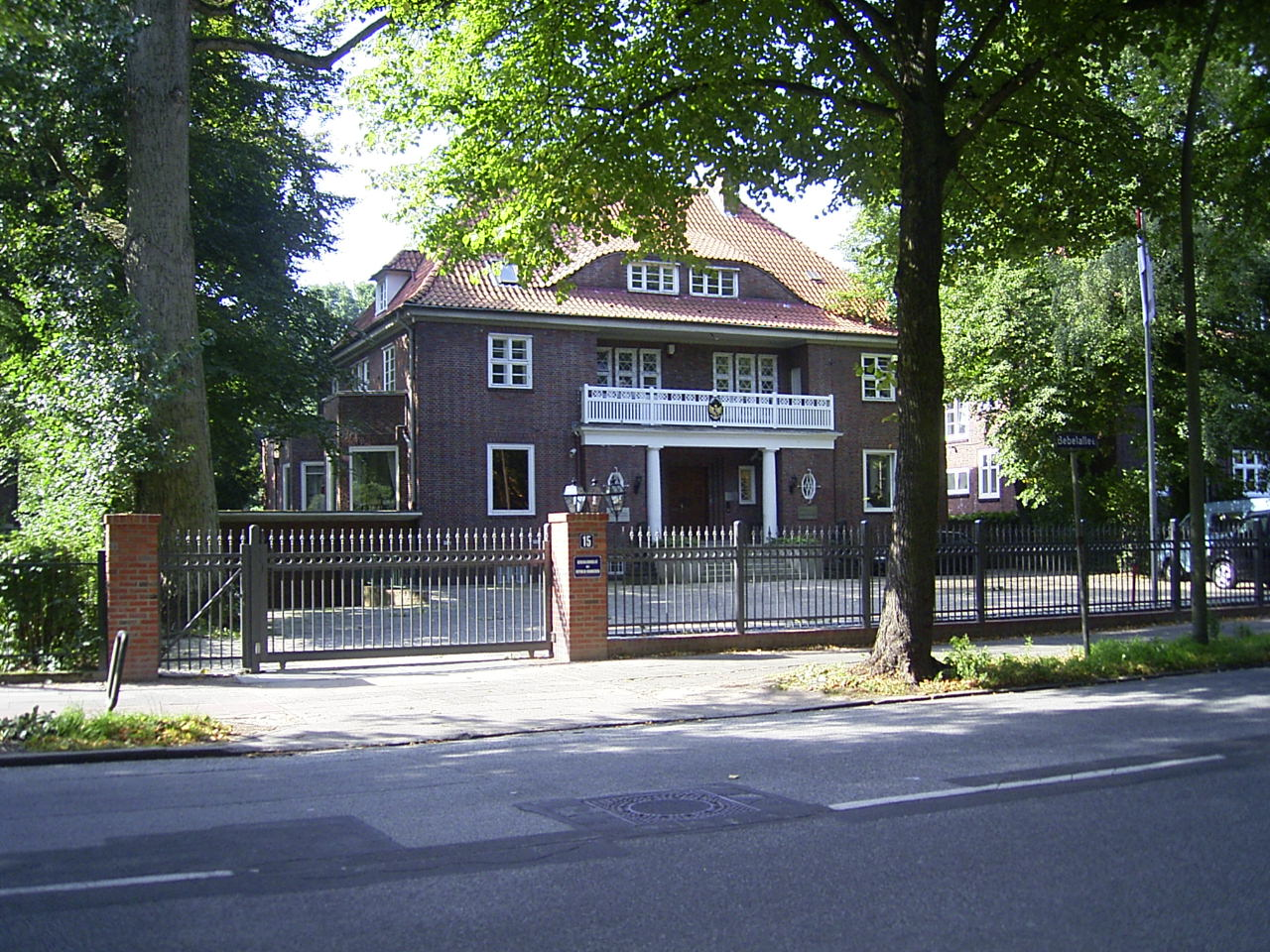
Consulado da Indonésia em Hamburgo, Alemanha.

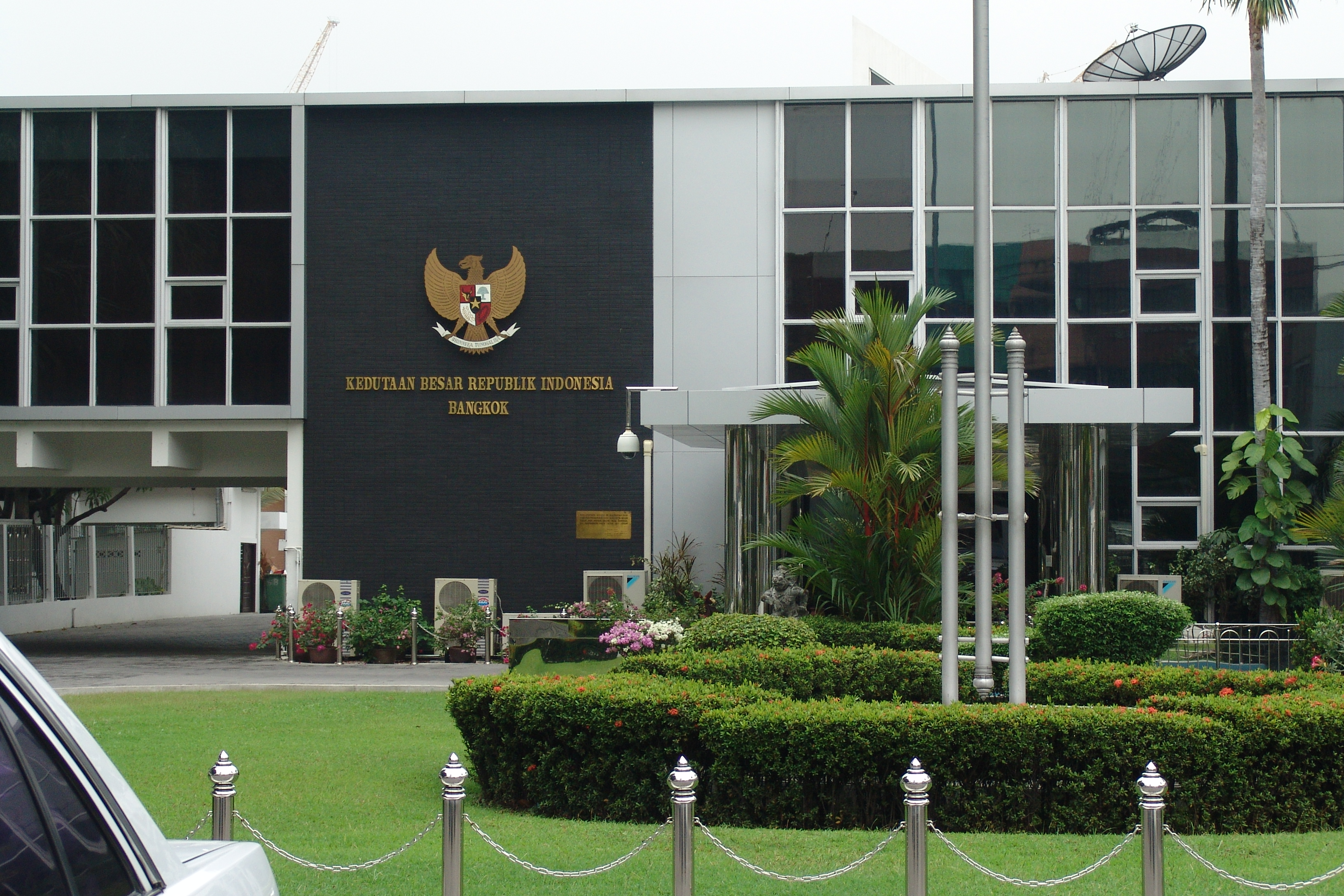
Embaixada da Indonésia em Bangkok, Tailândia.

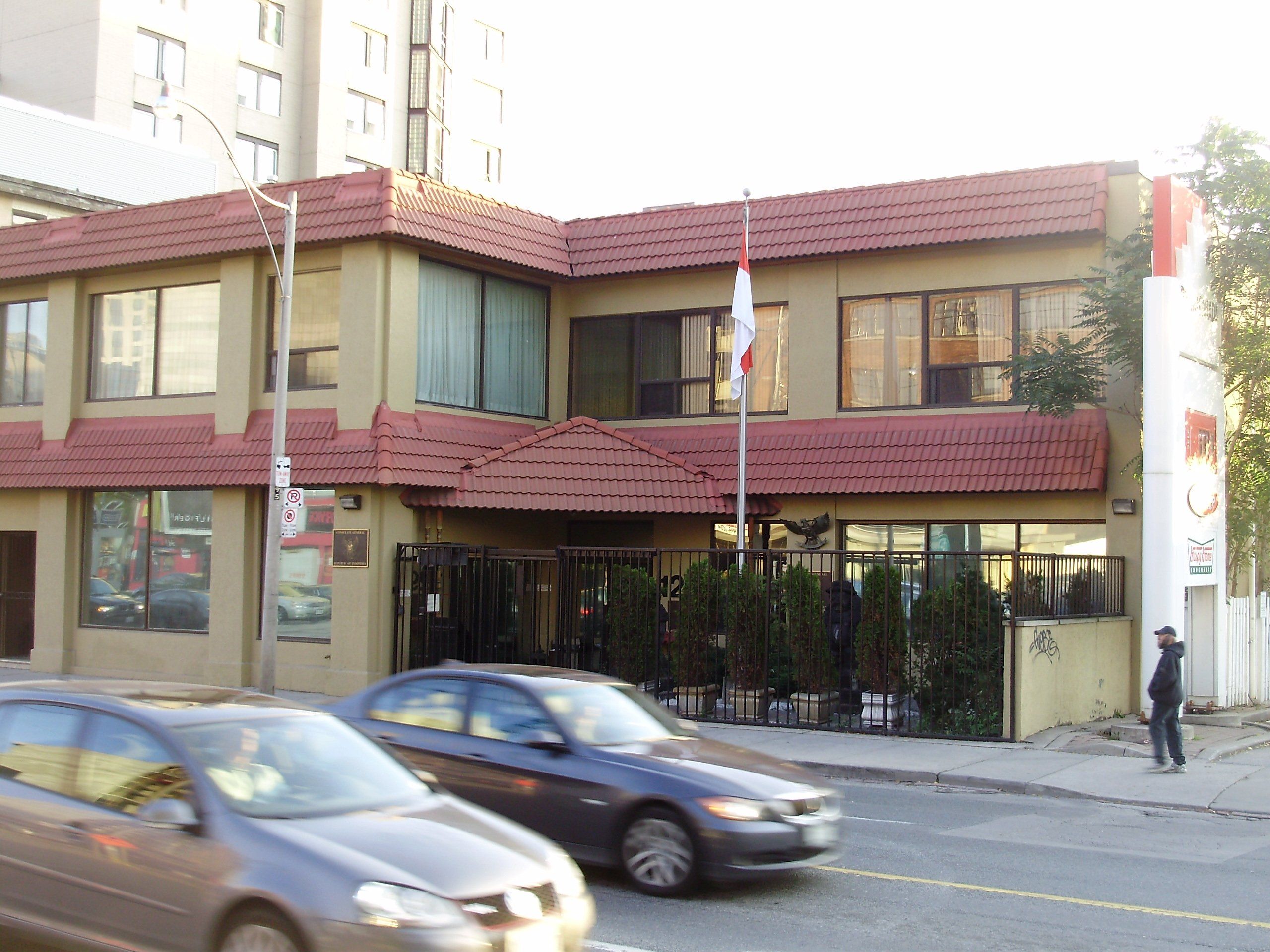
Consulado-geral da Indonésia em Toronto, Canadá.

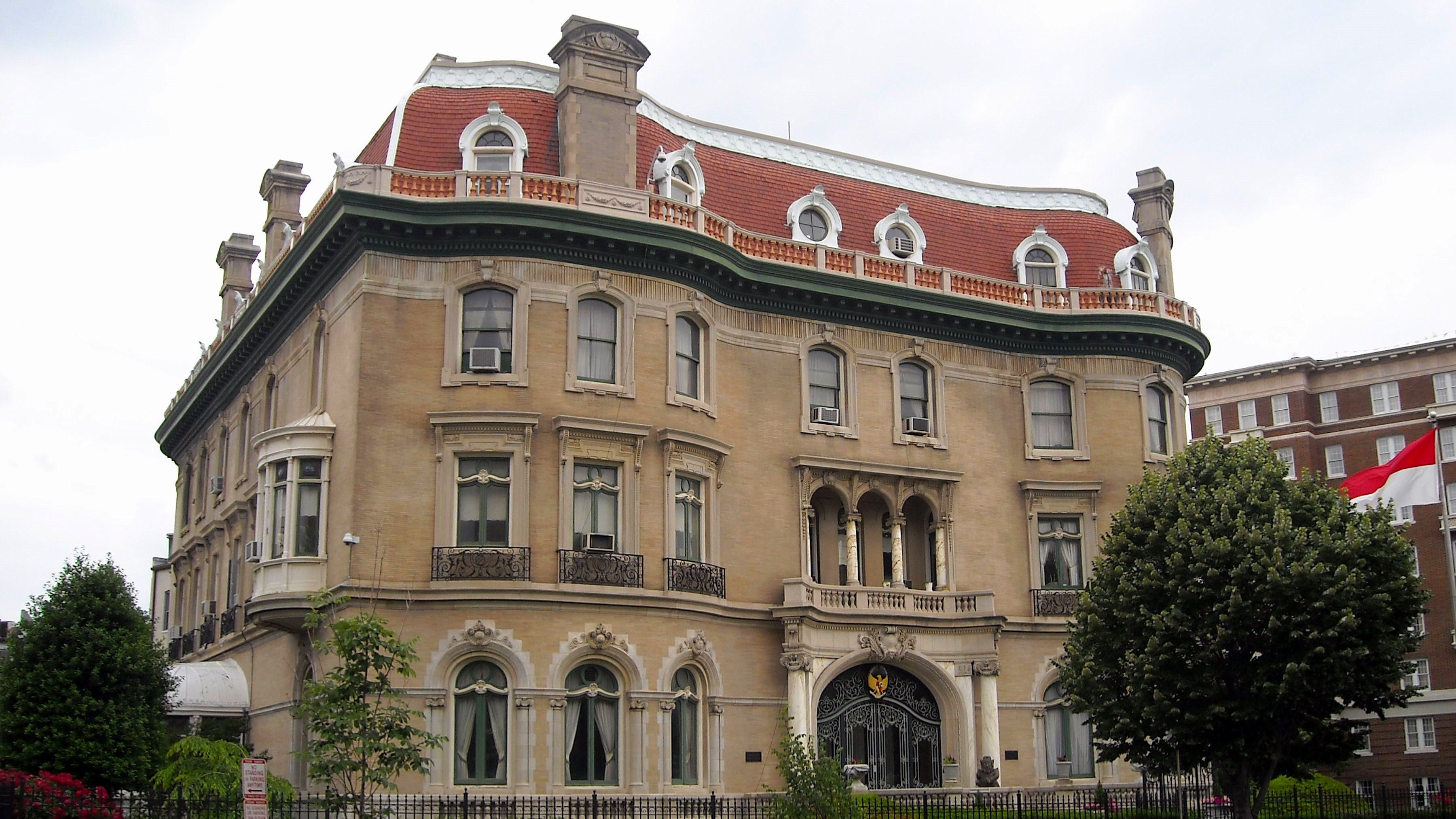
Embaixada da Indonésia em Washington DC, EUA.

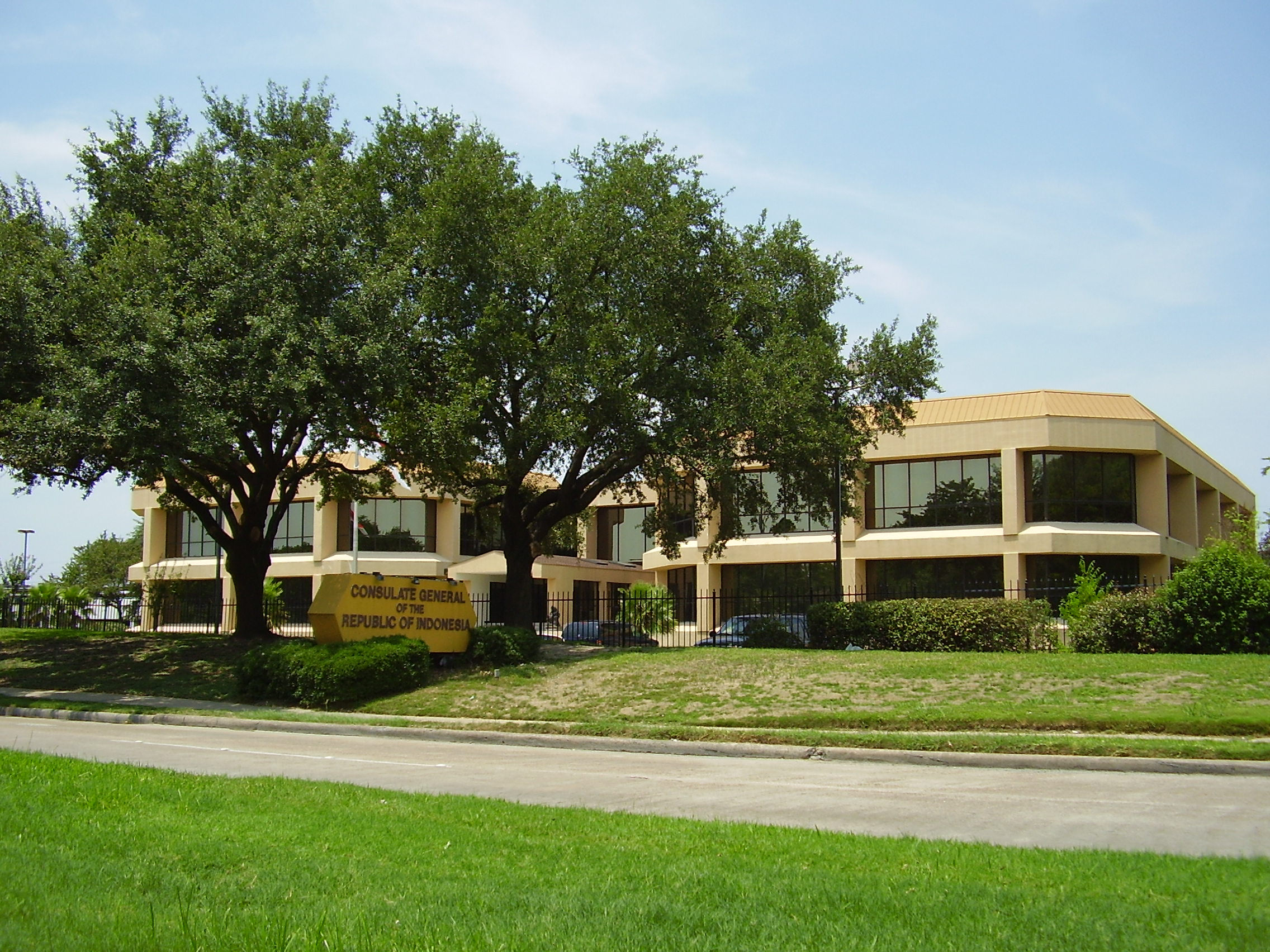
Consulado-geral da Indonésia em Houston, EUA.

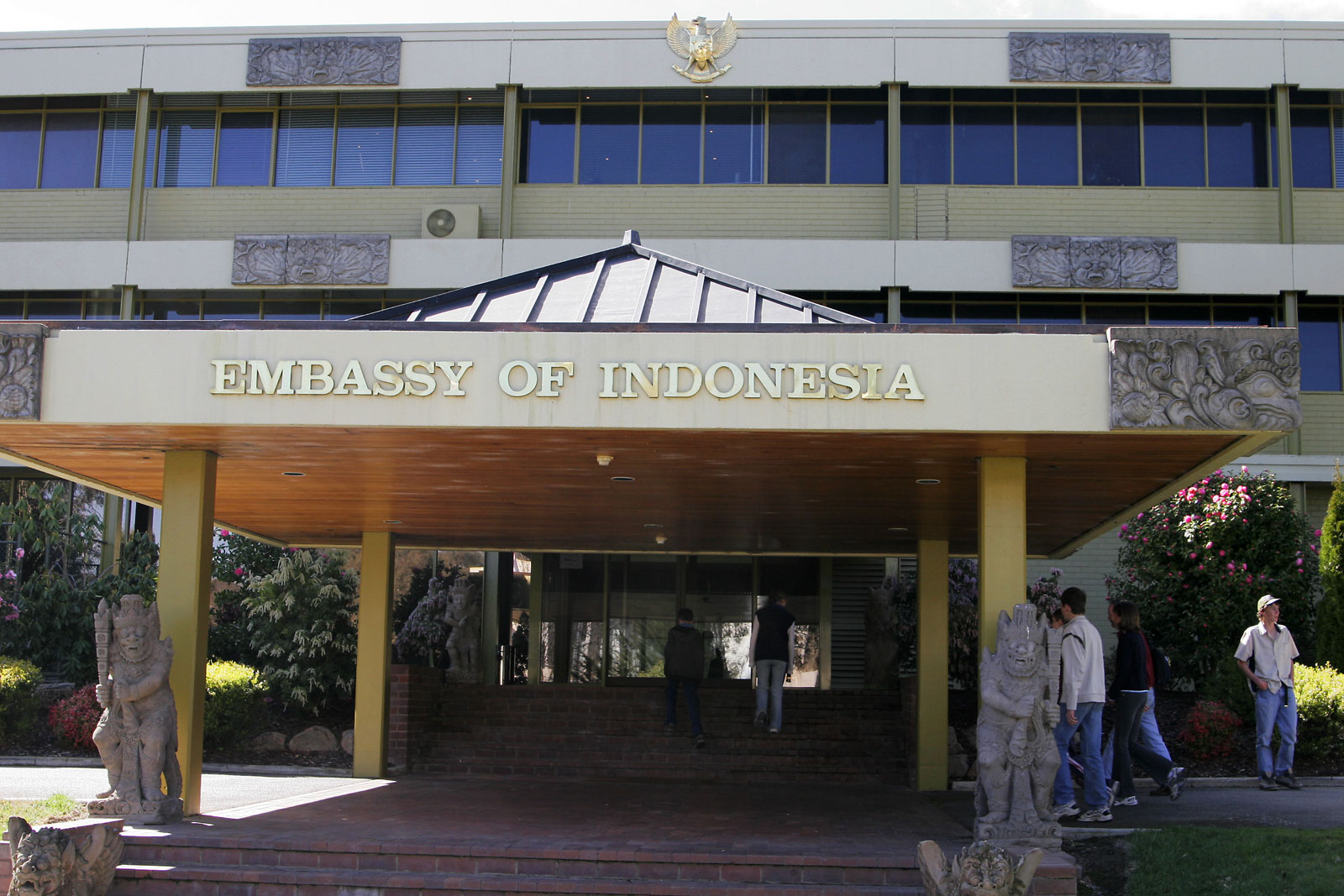
Embaixada da Indonésia em Camberra, Austrália.

Abaixo estão listadas as embaixadas e consulados da Indonésia:

## Europa
- Alemanha
  - Berlim (Embaixada)
  - Frankfurt (Consulado-geral)
  - Hamburgo (Consulado-geral)
- Áustria
  - Viena (Embaixada)
- Bélgica
  - Bruxelas (Embaixada)
- Bulgária
  - Sófia (Embaixada)
- Espanha
  - Madrid (Embaixada)
- Dinamarca
  - Copenhague (Embaixada)
- Finlândia
  - Helsínquia (Embaixada)
- França
  - Paris (Embaixada)
  - Marselha (Consulate-General)
  - Nouméa, Nova Caledônia (Consulate)
- Grécia
  - Atenas (Embaixada)
- Hungria
  - Budapeste (Embaixada)
- Itália
  - Roma (Embaixada)
- Países Baixos
  - Haia (Embaixada)
- Noruega
  - Oslo (Embaixada)
- Polónia
  - Varsóvia (Embaixada)
- Portugal
  - Lisboa (Embaixada)
- Chéquia
  - Praga (Embaixada)
- Roménia
  - Bucareste (Embaixada)
- Rússia
  - Moscou (Embaixada)
- Santa Sé
  - Roma (Embaixada)
- Sérvia
  - Belgrado (Embaixada)
- Eslováquia
  - Bratislava (Embaixada)
- Suécia
  - Estocolmo (Embaixada)
- Suíça 
  - Berne (Embaixada)
- Ucrânia
  - Kiev (Embaixada)
- Reino Unido
  - Londres (Embaixada)

## América

### América do Norte
- Canadá
  - Ottawa (Embaixada)
  - Toronto (Consulado-geral)
  - Vancouver (Consulado-geral)
- México
  - Cidade do México (Embaixada)
- Estados Unidos
  - Washington, D.C. (Embaixada)
  - Chicago (Consulado-geral)
  - Houston (Consulado-geral)
  - Los Angeles (Consulado-geral)
  - Nova Iorque (Consulado-geral)
  - San Francisco (Consulado-geral)

### América Central e Caribe
- Cuba
  - Havana (Embaixada)

### América do Sul
- Argentina
  - Buenos Aires (Embaixada)
- Brasil
  - Brasília (Embaixada)
- Chile
  - Santiago (Chile) (Embaixada)
- Colômbia
  - Bogotá (Embaixada)
- Peru
  - Lima (Embaixada)
- Suriname
  - Paramaribo (Embaixada)
- Venezuela
  - Caracas (Embaixada)

## África
- África do Sul
  - Pretória (Embaixada)
- Argélia
  - Argel (Embaixada)
- Egito
  - Cairo (Embaixada)
- Etiópia
  - Adis-Abeba (Embaixada)
- Líbia
  - Trípoli (Embaixada)
- Madagáscar
  - Antananarivo (Embaixada)
- Marrocos
  - Rabat (Embaixada)
- Namíbia
  - Windhoek (Embaixada)
- Nigéria
  - Abuja (Embaixada)
- Quênia
  - Nairóbi (Embaixada)
- Senegal
  - Dakar (Embaixada)
- Sudão
  - Cartum (Embaixada)
- Tanzânia
  - Dar es Salaam (Embaixada)
- Tunísia
  - Túnis (Embaixada)
- Zimbabwe
  - Harare (Embaixada)

## Ásia
- Afeganistão
  - Cabul (Embaixada)
- Arábia Saudita
  - Riad (Embaixada)
  - Jedda (Consulado-geral)
- Bangladesh
  - Daca (Embaixada)
- Brunei
  - Bandar Seri Begawan (Embaixada)
- Camboja
  - Phnom Penh (Embaixada)
- China
  - Pequim (Embaixada)
  - Cantão (Consulado-geral)
  - Hong Kong (Consulado-geral)
- Coreia do Norte
  - Pyongyang (Embaixada)
- Coreia do Sul
  - Seul (Embaixada)
- Emirados Árabes Unidos
  - Abu Dhabi (Embaixada)
  - Dubai (Consulado-geral)
- Filipinas
  - Manila (Embaixada)
  - Davao (Consulado-geral)
- Iêmen
  - Sana (Embaixada)
- Índia
  - Nova Délhi (Embaixada)
  - Mumbai (Consulado-geral)
- Irão
  - Teerã (Embaixada)
- Japão
  - Tóquio (Embaixada)
  - Osaka (Consulado-geral)
- Jordânia
  - Amã (Embaixada)
- Kuwait
  - Cidade do Kuwait (Embaixada)
- Laos
  - Vientiane (Embaixada)
- Líbano
  - Beirute (Embaixada)
- Malásia
  - Kuala Lumpur (Embaixada)
  - Kota Kinabalu (Consulado-geral)
  - Kuching (Consulado-geral)
  - Johor Bahru (Consulado)
  - Penang (Consulado)
- Myanmar
  - Rangum (Embaixada)
- Paquistão
  - Islamabad (Embaixada)
  - Karachi (Consulado-geral)
- Catar
  - Doha (Embaixada)
- Singapura
  - Singapura (Embaixada)
- Síria
  - Damasco (Embaixada)
- Sri Lanka
  - Colombo (Embaixada)
- Tailândia
  - Bangkok (Embaixada)
  - Songkhla (Consulado)
- Timor-Leste
  - Díli (Embaixada)
- Turquia
  - Ancara (Embaixada)
- Uzbequistão
  - Tashkent (Embaixada)
- Vietname
  - Hanói (Embaixada)
  - Ho Chi Minh (Consulado-geral)

## Oceania
- Austrália
  - Camberra (Embaixada)
  - Melbourne (Consulado-geral)
  - Perth (Consulado-geral)
  - Sydney (Consulate-General)
  - Darwin (Consulado)
- Fiji
  - Suva (Embaixada)
- Nova Zelândia
  - Wellington (Embaixada)
- Papua-Nova Guiné
  - Port Moresby (Embaixada)
  - Vanimo (Consulado)

## Organizações multilaterais
- Bruxelas (Missão permanente da Indonésia ante a União Europeia)
- Genebra (Missão permanente da Indonésia ante as Nações Unidas e organizações internacionais)
- Nova Iorque (Missão permanente da Indonésia ante as Nações Unidas)